# 海庭道聯用綜合大樓
海庭道聯用綜合大樓（英語：Hoi Ting Road Joint User Complex）為一擬建工程，位於香港九龍油麻地海庭道，該幅用地面積約為0.59公頃，為2018-19 年度財政預算案提及「八十億元推展地區設施工程計劃」在油尖旺區的項目。政府擬於2025年向立法會申請撥款，工程會在撥款獲准後開展，預計4年半完成。

## 擬建設施
- 體育館
- 室內游泳池
- 小型圖書館
- 社區會堂
- 母嬰健康院
- 公眾停車場

## 鄰近建築
- 油蔴地天主教小學（海泓道）
- 香港管理專業協會李國寶中學
- 香港紅十字會總部邵逸夫樓
- 富榮花園
- 柏景灣
- 香港專上學院
- 西九龍政府合署